# Hrabstwo Cumberland (Illinois)

Piramida wieku hrabstwa

Hrabstwo Cumberland – hrabstwo w USA, w stanie Illinois, według spisu z 2000 roku liczba ludności wynosiła 11 253. Siedzibą hrabstwa jest Rock Island.

## Geografia
Według spisu hrabstwo zajmuje powierzchnię 899 km², z czego 1 896 km² stanowią lądy, a 3 km² (0,28%) stanowią wody.

### Sąsiednie hrabstwa
- Hrabstwo Coles - północ
- Hrabstwo Clark – wschód
- Hrabstwo Jasper – południe
- Hrabstwo Effingham – południowy zaachód
- Hrabstwo Shelby – zachód

## Historia
Hrabstwo Cumberland odłączyło się od Hrabstwa Coles w 1843. Nazwa powstała od przecinającej te terany drogi Cumberland Road lub drogi międzynarodowej. Trasa biegła od Cumberland w stanie Maryland do Vandalia w Illinois. Nazwa drogi powstała od regionu Cumberland, znajdującego się w północno-zachodniej Anglii. 

Stan Illinois na mapie USA

## Demografia
Według spisu z 2000 roku hrabstwo zamieszkuje 11 253 osób, które tworzą 4 368 gospodarstw domowych oraz 3 083 rodzin. Gęstość zaludnienia wynosi 13 osób/km². Na terenie hrabstwa jest 4 876 budynków mieszkalnych o częstości występowania wynoszącej 5 budynków/km². Hrabstwo zamieszkuje 98,84% ludności białej, 0,11% ludności czarnej, 0,20% rdzennych mieszkańców Ameryki, 0,15% Azjatów, 0,02% mieszkańców Pacyfiku, 0,23% ludności innej rasy oraz 0,45% ludności wywodzącej się z dwóch lub więcej ras, 0,60% ludności to Hiszpanie, Latynosi lub inni.
W hrabstwie znajduje się 4 368 gospodarstw domowych, w których 33,20% stanowią dzieci poniżej 18 roku życia mieszkający z rodzicami, 59,10% małżeństwa mieszkające wspólnie, 7,60% stanowią samotne matki oraz 29,40% to osoby nie posiadające rodziny. 25,50% wszystkich gospodarstw domowych składa się z jednej osoby oraz 14,00% żyje samotnie i ma powyżej 65 roku życia. Średnia wielkość gospodarstwa domowego wynosi 2,55 osoby, a rodziny wynosi 3,06 osoby.
Przedział wiekowy populacji hrabstwa kształtuje się następująco: 26,40% osób poniżej 18 roku życia, 8% pomiędzy 18 a 24 rokiem życia, 27,50% pomiędzy 25 a 44 rokiem życia, 22,20% pomiędzy 45 a 64 rokiem życia oraz 15,80% osób powyżej 65 roku życia. Średni wiek populacji wynosi 37 lat. Na każde 100 kobiet przypada 95,90 mężczyzn. Na każde 100 kobiet powyżej 18 roku życia przypada 93,30 mężczyzn.
Średni dochód dla gospodarstwa domowego wynosi 36 149 USD, a średni dochód dla rodziny wynosi 42 704 dolarów. Mężczyźni osiągają średni dochód w wysokości 30 627 dolarów, a kobiety 20 007 dolarów. Średni dochód na osobę w hrabstwie wynosi 16 953 dolarów. Około 7,80% rodzin oraz 9,50% ludności żyje poniżej minimum socjalnego, z tego 12,70% poniżej 18 roku życia oraz 9,00% powyżej 65 roku życia.

## Miasta
- Neoga

## Wioski
- Greenup
- Jewett
- Montrose
- Toledo